# Богданов Михайло Андрійович
Богда́нов Миха́йло Андрі́йович (рос. Богданов Михаил Андреевич; 8 листопада 1898 — 27 травня 1969} — радянський військовик, учасник Другої світової війни, гвардії генерал-майор.

## Біографія
Народився 8 листопада 1898 року в місті Санкт-Перербурзі в робітничій сім'ї. Росіянин. Трудову діяльність розпочав у 13 років на підприємствах міста. Наприкінці Першої світової війни призваний до царської армії. Брав активну участь у більшовицькому Жовтневому перевороті, учасник штурму Зимового палацу. Член ВКП(б) з 1917 року.
Учасник громадянської війни у Росії як командир відділення та командир взводу. Після війни займає низку командних і штабних посад у РСЧА. Згодом вступив до Військової академії імені М. В. Фрунзе, яку закінчив на початку 1930-х років. По закінченні академії обіймає посади начальника оперативного відділу стрілецької дивізії, начальника штабу дивізії, начальника оперативного відділу стрілецького корпусу. Командує стрілецькою дивізією у Білоруському військовому окрузі.
З початком громадянської війни в Іспанії бере участь у бойових діях як військовий радник бригади, дивізії, Валенсійської ділянки фронту, за що у 1938 році нагороджений орденом Леніна.
17 травня 1939 року командиру 37-ї стрілецької дивізії полковнику М. А. Богданову присвоєне військове звання «комбриг».
Під час збройної радянсько-японської сутички на річці Халхин-Гол комбриг М. А. Богданов обіймав посаду начальника штабу 1-ї армійської групи РСЧА. Після закінчення бойових дій переведений на посаду заступника командуючого 1-ю армійською групою й призначений головою радянсько-монгольської делегації у складі Змішаної комісії з урегулювання спірних питань по державному кордону між Монголією та Манчжурією у районі конфлікту.
1 березня 1940 року рішенням Військової колегії Верховного суду СРСР засуджений до 4-х років позбавлення волі у виправно-трудових таборах за ст. 193-17 пункт «а». Постановою Верховної Ради СРСР від 23 серпня 1941 року амністований зі зняттям судимості й направлений у розпорядження НКО СРСР. Перебував на викладацькій роботі у Військовій академії імені М. В. Фрунзе.
З 22 грудня 1941 по 4 січня 1943 року — командир 69-ї (461-ї) гвардійської стрілецької дивізії.
1 жовтня 1942 року присвоєне військове звання «генерал-майор».
З 21 березня по 31 травня 1943 року — командир 127-го гвардійського стрілецького полку 42-ї гвардійської стрілецької дивізії.
З 31 травня по 16 липня 1943 року — заступник командира 5-ї гвардійської повітряно-десантної дивізії.
З 22 серпня 1943 року по липень 1945 року — командир 8(107)-ї гвардійської повітряно-десантної дивізії.
У повоєнні роки продовжував військову службу, займав посади заступника командира стрілецького корпусу, заступника командувача військового округу з бойової підготовки, начальника штабу військового округу, начальника військової кафедри Казахського державного університету.
Після виходу на пенсію мешкав у місті Рига, де й помер 27 травня 1969 року.

## Нагороди і почесні звання
За бойові дії на території Австрії та під час взяття міста Відень, у квітні 1945 року представлений до присвоєння звання Героя Радянського Союзу. Представлення було підписане командирами 39-го гвардійського стрілецького корпусу та командувачем 9-ї гвардійської армії. Проте в штабі 3-го Українського фронту нагороду було замінено на орден Суворова 2-го ступеня.
Нагороджений двома орденами Леніна (17.11.1939, 21.02.1945), чотирма орденами Червоного Прапора (02.03.1938, 27.08.1938, 03.11.1944, 24.06.1948), орденами Суворова 2-го ступеня (29.06.1945), Вітчизняної війни 1-го ступеня (29.10.1943), медалями та іноземними нагородами.

## Пам'ять
Ім'ям генерал-майора М. А. Богданова названо вулиці у:
- селищі міського типу Опішня Зіньківського району Полтавської області;
- селі Романова Балка Первомайського району Миколаївської області.